# Noile mistere cu Scooby-Doo
Noile desene cu Scooby-Doo și Scrappy-Doo (în engleză The New Scooby and Scrappy-Doo Show) este a șasea incarnație a francizei Hanna-Barbera Scooby-Doo. A avut premiera în 10 septembrie 1983 și a rulat pentru un sezon pe ABC ca un program de jumătate de oră făcut din două desene scurte de 11 minute.
În 1984, numele serialului a fost schimbat în Noile mistere cu Scooby-Doo (în engleză The New Scooby-Doo Mysteries), cu formatul actual al serialului rămânând același. Noile mistere cu Scooby-Doo a rulat pentru un alt sezon pe ABC. Serialul difuzează reluări pe Boomerang.
13 episoade de jumătate de oră, compuse din 24 de segmente separate, au fost produse sub numele Noile desene cu Scooby-Doo și Scrappy-Doo în 1983 și încă 13, compuse din 20 de segmente separate, au fost produse sub numele Noile mistere cu Scooby-Doo în 1984.

## Prezentare generală

### Sezonul 1
Pentru această incarnație a serialului, Hanna-Barbera a încercat să combine cele mai multe elemente de succes din formatul original Scooby-Doo, unde ești tu! și noul format Scooby Doo și Scrappy-Doo. Daphne Blake, un personaj din formatul original Scooby-Doo, unde ești tu!, a fost adăugată înapoi în structura personajelor după o absență de patru ani. Conceptul fiecărui episod o arată pe ea, Shaggy Rogers, Scooby-Doo, și Scrappy-Doo rezolvând mistere supranaturale și lucrând sub acoperire pentru o revistă pentru adoleșcenți. Fiecare program de jumătate de oră a fost făcut din două episoade de 11 minute, care când va fi cazul vor fi două părți ale unui episod lung de jumătate de oră.

### Sezonul 2
Al doilea sezon al acestui format, difuzat ca Noile mistere cu Scooby-Doo în 1984, a continuat același format, și, ca un bonus adăugat, a inclus șase episoade de două părți arătând personajele originale Scooby-Doo Fred Jones și Velma Dinkley, amândoi absenți din serial pentru cinci ani. În episodul "Happy Birthday Scooby-Doo", Fred Jones este identificat ca Fred Rogers, deși Rogers este de fapt numele de familie al lui Shaggy. Tema muzicală de început Noile mistere cu Scooby-Doo este performată în stilul lui Michael Jackson din era Thriller. Creditele de început care le acompania arată cadrurile unui rând de monștri dansând ca zombii în muzicălul lui Jackson, Michael Jackson's Thriller.

## Personaje
- Scooby-Doo
- Scrappy-Doo
- Shaggy Rogers
- Daphne Blake

## Vocile în engleză
- Scooby-Doo - Don Messick
- Shaggy Rogers - Casey Kasem
- Daphne Blake - Heather North
- Scrappy-Doo - Don Messick
- Velma Dinkley - Marla Frumkin
- Fred Jones - Frank Welker

## Episoade

### Sezonul 1 (Noile desene cu Scooby-Doo și Scrappy-Doo) (1983)
1. Scooby the Barbarian / No Sharking Zone
2. Scoobygeist / The Quagmire Quake Caper
3. Hound of the Scoobyvilles / The Dinosaur Deception
4. The Creature Came from Chem Lab / No Thanks Masked Manx
5. Scooby of the Jungle / Scooby-Doo and Cyclops, Too
6. Scooby Roo / Scooby's Gold Medal Gambit
7. Wizards and Warlocks / Scoobsie
8. The Mark of Scooby / The Crazy Carnival Caper
9. Scooby and the Minotaur / Scooby Pinch Hits
10. The Fall Dog / The Scooby Coupe
11. Who's Minding the Monster? / Scooby a la Mode
12. Where's Scooby Doo?
13. Wedding Bell Boos!

### Sezonul 2 (Noile mistere cu Scooby-Doo) (1984)
- Happy Birthday, Scooby-Doo 1
- Scooby's Peep-Hole Pandemonium / The Hand of Horror
- Scoo-Bee or Not Scoo-Be? / The Stoney Glare Stare
- Mission Un-Doo-Able / The Bee Team
- A Code in the Nose / Doom Service
- Ghost of the Ancient Astronauts 1
- The Night of the Living Toys / South Pole Vault
- A Halloween Hassle at Dracula's Castle 1
- A Night Louse at the White House 3
- The 'Dooby Dooby Doo' Ado / Showboat Scooby
- Sherlock Doo 2
- A Scary Duel With a Cartoon Ghoul / E*I*E*I*O
- The Nutcracker Scoob 2

1 Acest episod îi are ca invitați speciali pe Fred și Velma
2 Acest episod îl are ca invitat special pe Fred, dar nu pe Velma
3 Acest episod o are ca invitată specială pe Velma, dar nu pe Fred

## Legături externe
- Noile desene cu Scooby-Doo și Scrappy-Doo la Internet Movie Database
- Noile mistere cu Scooby-Doo la Internet Movie Database
- Noile desene cu Scooby-Doo și Scrappy-Doo la TV.com
- Noile mistere cu Scooby-Doo la TV.com